# 미야지촌 (후쿠오카현)
미야지촌(宮地村)은 일본 후쿠오카현 무나카타군에 있던 촌이다. 현재의 후쿠쓰시의 일부에 해당한다.

## 역사
- 1889년 4월 1일 - 정촌제 시행에 의해 무나카타군 미야지촌이 성립하였다.
- 1909년 4월 1일 - 구 쓰야자키정과 합병해 새로운 쓰야자키정이 성립하여 폐지되었다.

## 참고문헌
- 角川日本地名大辞典 40 福岡県
- 『市町村名変遷辞典』東京堂出版、1990年。